# Sunshine FM
A Sunshine FM egy Nyíregyházán és Debrecenben fogható kereskedelmi rádióállomás. A Nyíregyházi adás 2001. augusztus végén az FM 99,4 MHz-es frekvencián, Debrecenben pedig 2024. November 14-én az FM 93,5 MHz-es frekvencián indult.

## Története
A rádió 2001. augusztus 28-án indult a 99.4 MHz frekvencián. A rádió 33,4%-os elérésével Nyíregyháza leghallgatottabb rádiója volt. Végül a rádió szerződését az ORTT 1529/2003. (IX.4.) határozatában foglaltak alapján felmondta, majd az NHH 2005. április 7-én lefoglalta a rádió állomását. A rádió 2006. október 5-én végül kéthetes próbaadással újraindult új tulajdonosi háttérrel, elsődleges célcsoportja pedig a 19-49 év közötti korosztály lett.
2007 novemberében elindult társadója, Sunshine Pilis néven. Az adót Dunakanyar - Budapest vételkörzetben a FM 91.1 MHz-en lehetett elérni. A műsort ugyanaz a stáb készíti, mint a szabolcsi megyeszékhelyen hallhatót.
A rádió ügyvezető igazgatója és egyik műsorvezetője, Balogh Béla 2012. szeptember 11-étől tagja a Helyi Rádiók Országos Egyesülete (HEROE) elnökségének.
2024. június 13-án a Médiatanács döntésében a Debrecen 93.5 MHz-es pályázat nyertese a Sunshine Rádió Kft. lett, így  november 14-től Debrecenben is hallható a rádió adás, amit 2014-ig a (jelenleg interneten elérhető) Klubrádió használt.
2024. októberében új hangzást és logót kapott a rádió, de néhány elem azonban megmaradt.

## Frekvenciák
- Nyíregyháza – 99,4 MHz
- Debrecen – 93,5 MHz

## Műsorvezetők
- Balogh Béla (ügyvezető, tulajdonos)
- Berei Ildikó (ügyvezetői asszisztens)
- Bordás Béla (Nyíregyháza városgondnoka)
- Csordás András (traffic manager)
- Sipos Marianna (hírigazgató)
- Dankó László (sportszerkesztő)
- Olasz Gábor (Keltető műsorvezető, marketing manager)
- Ricska Zsolt
- Sütő Tamás (technikus)
- Váczy Zoltán (DJ Váczy)